# Cattiva (Samuele Bersani)
Cattiva è un brano scritto e cantato da Samuele Bersani, primo e unico singolo discografico estratto dall'album Caramella smog del 2003.

## Descrizione
La canzone polemizza sarcasticamente sulla tendenza dei mass media a spettacolarizzare i fatti di cronaca nera e di attualità, con riferimento alla storia del delitto di Cogne.
Durante il Concerto del Primo Maggio 2010, dopo aver eseguito il brano, Samuele racconta di come sia nato dalla sua personale avversione nei confronti di quello che definisce "il peggior telegiornale italiano", Studio Aperto, «che» aggiunse «non mi ha mai rappresentato», puntualizzando inoltre: «quando mette le mie canzoni nei servizi con le tette mi vergogno da morire».

## Riconoscimenti
Il brano ha vinto il Premio Tenco nel 2004 come "migliore canzone", contemporaneamente all'album Caramella smog che invece vince lo stesso riconoscimento nella categoria "miglior album".

## Video musicale
Il video prodotto per Cattiva è stato girato dal regista Riccardo Struchil. Scene in cui compare il cantautore che mima le parole del brano sono alternate a riprese di una borgata. Alla fine del video, simbolicamente, bambini danzano sulla scena del crimine di una sparatoria.